# Noureddine Naybet
Noureddine Naybet (ar. : نور الدين نيبت) est un ancien footballeur international marocain né le 10 février 1970 à Casablanca.
Comme tous les gamins de son âge, Naybet tape ses premiers ballons dans les rues casablancaises, à Hay El Farah plus précisément. Il est très vite repéré par le club Wydad AC. Chez les Rouge et Blanc, il brille tout d'abord dans l’équipe des juniors, puis chez les seniors.
Il est presque sacré dans toutes les compétitions, dont la fameuse Ligue des Champions de la CAF en 1992. Il entame alors une carrière internationale qui le mène d’abord au FC Nantes, au Sporting Portugal, au Deportivo La Corogne et enfin à Tottenham Hotspur.
Il est par ailleurs capitaine de l'équipe nationale du Maroc avec laquelle il joue à 115 reprises (record).

## Biographie

### Club
Noureddine Naybet commence le football dans la rue avant de signer un premier engagement avec le WAC. Il y joue à des postes offensifs et défensifs avant de se fixer au poste de défenseur. Il débute dans les équipes de jeunes du club puis rejoint l'équipe première alors qu'il est encore junior. Avec ce club, il remporte trois fois le championnat du Maroc, et la Ligue des Champions africaine en 1992. Cette même année, il participe aux Jeux olympiques d'été de Barcelone avec la sélection marocaine ainsi qu'à la Coupe d'Afrique des nations disputée au Sénégal.
Ses performances lui permettent de décrocher un billet pour l'Europe. Approché par l'AS Cannes, il rejoint finalement le FC Nantes en 1993 où il succède à Zoran Vulić dans la défense. Robert Budzynski, directeur sportif du FC Nantes, explique s'intéresser à Naybet depuis plusieurs années et avoir pu le recruter en raison d'une « espèce de jumelage » entre les clubs nantais et casablancais. Il réalise une saison impressionnante, ce qui fait de lui une idole du public canari, France Football le couronnant d'une place dans le top dix des joueurs les plus étoilés.
Il rejoint par la suite le Sporting Portugal pour lequel il ne joue que deux saisons. Le montant du transfert est de 8 millions de francs. Ses performances avec l'équipe lisboète attirent en effet les convoitises des clubs espagnols. Il signe finalement pour le Deportivo la Corogne un contrat initialement de deux saisons pour un transfert de 6 millions d'euros, transfert record pour un international marocain (à l'époque). Sa présence physique alliée à une technique et une lecture du jeu au-dessus de la moyenne font de lui l'un des meilleurs défenseurs du championnat espagnol et du monde.
C'est avec le club espagnol que  Naybet étoffe son palmarès et établit sa réputation de défenseur de devoir. Dès sa première saison, le Deportivo la Corogne termine troisième de la Liga derrière le Real Madrid et le FC Barcelone et meilleure défense avec 30 buts encaissés seulement en 42 journées. Il gagne notamment le championnat d'Espagne en 2000, le premier et seul titre de champion d'Espagne pour un joueur marocain. En 2002, il remporte la Coupe d'Espagne face au Real Madrid ainsi que la Supercoupe d'Espagne et son équipe termine à la deuxième place de la Liga ainsi qu'en quarts de finale de la Ligue des Champions, comme en 2001. Le Deportivo de Javier Irureta développe son jeu, basée sur une défense de fer et un jeu collectif bien huilé. Après huit saisons, Naybet quitte le Depor après une demi-finale de Ligue des Champions perdue contre le FC Porto. Il rejoint le championnat anglais et le club des Tottenham Hotspur où il signe pour deux saisons.
La première se révèle fructueuse, puisque Naybet y dispute plus de trente matches de championnat, inscrivant même un but lors du fameux derby face au grand rival du Nord de Londres, Arsenal. La seconde saison est plus difficile pour Naybet, qui perd sa place de titulaire au sein de la défense des Spurs et n'est aligné que sporadiquement.
À l'issue de la saison 2005-2006, Naybet, en fin de contrat, met un terme à sa carrière de footballeur professionnel, sans pour autant l'annoncer publiquement aux médias.

### International
Lors de sa dernière saison Naybet déclenche une grande polémique au Maroc à la suite de son altercation avec l'entraîneur des lions de l'Atlas, Badou Zaki. D'ailleurs à la suite de ce problème Zaki décide de ne pas convoquer Naybet pour le match décisif de la sélection marocaine contre la sélection tunisienne.[réf. souhaitée]
Sa carrière internationale est fournie puisque Naybet participe à 6 Coupes d'Afrique des Nations ainsi qu'à la Coupe du monde 1994 puis à celle de 1998. Il est finaliste malheureux de la CAN en 2004.
Lorsque Henri Michel, l'entraîneur avec lequel Naybet a vécu ses heures les plus glorieuses sous le maillot des Lions de l'Atlas, retrouve la tête de la sélection Marocaine en août 2007, Naybet fait l'objet de spéculation faisant de lui le prochain adjoint de l'entraîneur français.

## Palmarès
| Wydad Athletic Club - Champion du Maroc (3) - Vainqueur en 1990, 1991, 1993 - Coupe du Trône (1) - Vainqueur en 1989 - Ligue des champions de la CAF (1) - Vainqueur en 1992 - Supercoupe de la CAF - Finaliste en 1993 - Coupe afro-asiatique (1) - Vainqueur en 1993 - Ligue des champions arabes (1) - Vainqueur en 1989 - Supercoupe Arabe (1) - Vainqueur en 1990 |  |  |  | Sporting Portugal - Coupe du Portugal (1) - Vainqueur en 1995 - Supercoupe du Portugal (1) - Vainqueur en 1995 |  | Deportivo La Corogne - Championnat d'Espagne (1) - Vainqueur en 2000 - Vice-champion : 2001 et 2002 - Coupe d'Espagne (1) - Vainqueur en 2002 - Supercoupe d'Espagne (2) - Vainqueur en 2000 et 2002 - Championnat de Galice de football (1) - Vainqueur en 2002 - Ligue des champions de l'UEFA - Demi-finale en 2004 |

### Sélection
Maroc
- Coupe d'Afrique des nations 
  - Finaliste en 2004

### Distinctions personnelles
- Meilleur défenseur de la liga par Marca : 1998, 1999, 2000
- IFFHS Équipe de rêve masculine de tous les temps en Afrique[3].
- IFFHS Équipe de rêve masculine de tous les temps du Maroc[4].

## Carrière en sélection
- Matchs joués : 115
- Première sélection internationale : Le 9 août 1990 contre La Tunisie
- Premier but international : Le 31 mai 1997 contre l'Éthiopie
- Buts marqués : 4 buts (Ethiopie, Gabon, Bulgarie et France)
- 2 participations à la Coupe du monde : 1994 et 1998
- 6 participations à la Coupe d'Afrique des nations : 1992, 1998, 2000, 2002, 2004 et 2006[5]

## Décorations
- Officier de l'ordre du Trône — Le 14 février 2004, il est décoré officier de l'ordre du Wissam al-Arch[6] — ordre du Trône[7] — par le roi Mohammed VI au Palais royal de Rabat[8].

- Commandeur de l'Ordre du Mérite National  — Le 14 février 2004, il est décoré commandeur de l'ordre du Wissam Al-Moukafa Al-watania[6] — ordre du Mérite National[7] — par le roi Mohammed VI au Palais royal de Rabat[8].